# ياروسلاف راكيتسكي

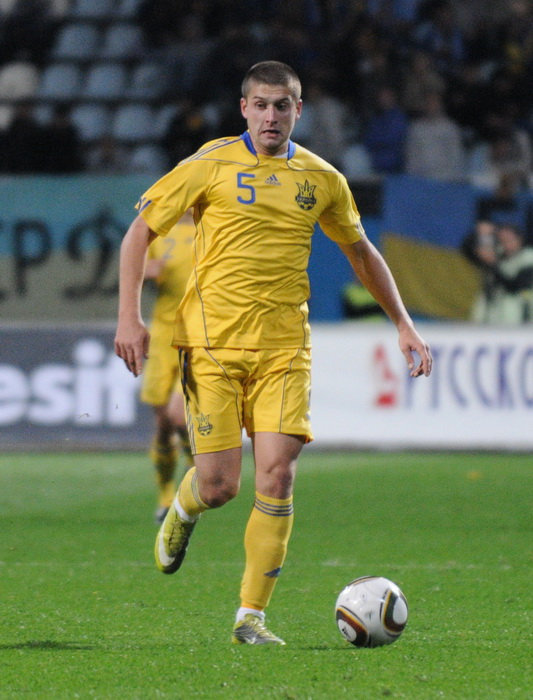
ياروسلاف راكيتسكي

ياروسلاف فولوديميروفيتش راكيتسكي (بالأوكرانية: Ярослав Володимирович Ракицький; وبالبيلاروسية: Яраслаў Уладзіміравіч Ракіцкі) (مواليد 3 أغسطس 1989 في بيرشوترافينسك - الاتحاد السوفييتي) لاعب كرة قدم أوكراني ذو أصول بيلاروسية يلعب حالياً لصالح نادي الدرجة الممتازة شاختار دونيتسك الأوكراني منذ 2009 في مركز قلب الدفاع كما يجيد اللعب في مركزي الوسط المدافع والظهير الأيسر.

## روابط خارجية
- ياروسلاف راكيتسكي على موقع الاتحاد الدولي (مؤرشف)  (الإنجليزية)
- ياروسلاف راكيتسكي على موقع الاتحاد الأوربي (الإنجليزية)
- ياروسلاف راكيتسكي على موقع اتحاد تركيا (لاعب) (الإنجليزية)
- ياروسلاف راكيتسكي على موقع اتحاد أوكرانيا (الإنجليزية)
- ياروسلاف راكيتسكي على موقع قاعدة بيانات كرة القدم.إي يو (الإنجليزية)
- ياروسلاف راكيتسكي على موقع ناشيونال فوتبول تيمز (الإنجليزية)
- ياروسلاف راكيتسكي على موقع Soccerway.com (الإنجليزية)
- ياروسلاف راكيتسكي على موقع عالم كرة القدم.نت (الإنجليزية)
- ياروسلاف راكيتسكي على موقع AS.com (الإسبانية)